# Dampmart
Dampmart – miejscowość i gmina we Francji, w regionie Île-de-France, w departamencie Sekwana i Marna. Nazwa miejscowości pochodzi od imienia św. Medarda.
Według danych na rok 1990 gminę zamieszkiwały 2693 osoby, a gęstość zaludnienia wynosiła 455 osób/km² (wśród 1287 gmin regionu Île-de-France Dampmart plasuje się na 426. miejscu pod względem liczby ludności, natomiast pod względem powierzchni na miejscu 616.).